# 松巴 (法罗群岛)
松巴是法罗群岛最南部的市镇及同名村庄。2021年1月时市镇人口数量为350人，其中252人住在同名村庄里。市镇里共有4个村庄。

## 概况
松巴以其链舞的传统而著名。本地人擅于跳舞，并有着随舞唱长歌的悠久传统。
松巴据传是法罗群岛上最古老的村庄之一。考古发掘显示自7世纪起就有人居住。松巴教堂始建于1887年。

## 体育
松巴曾有一个体育俱乐部，项目包括足球和划艇。足球俱乐部大部分时间参加第二级别联赛的比赛，但在1990年曾闯入最高级别的联赛。2005年与岛上的另外一个足球俱乐部合并了。

## 图集

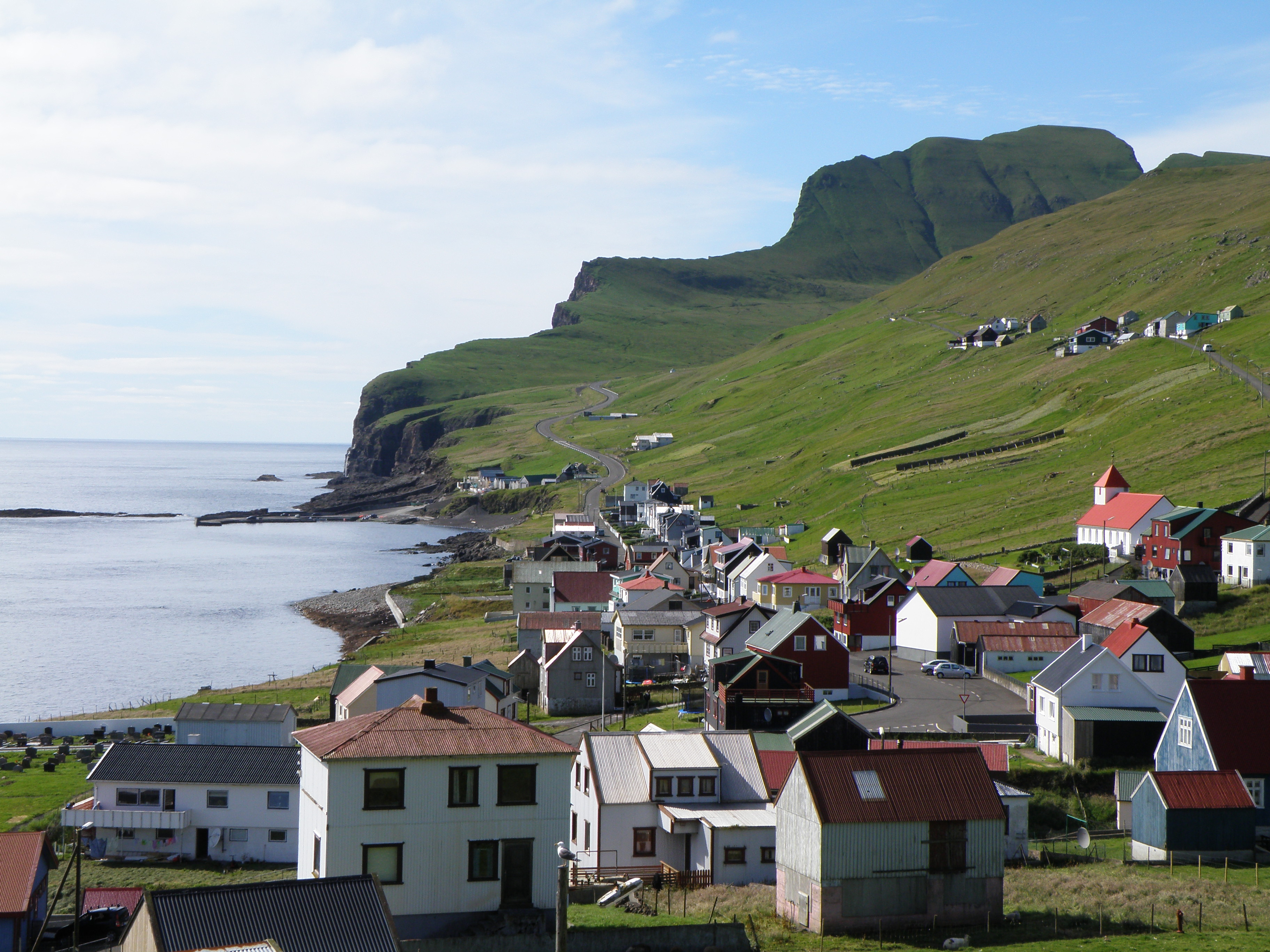
松巴村，背景为有很多鸟类筑巢的悬崖
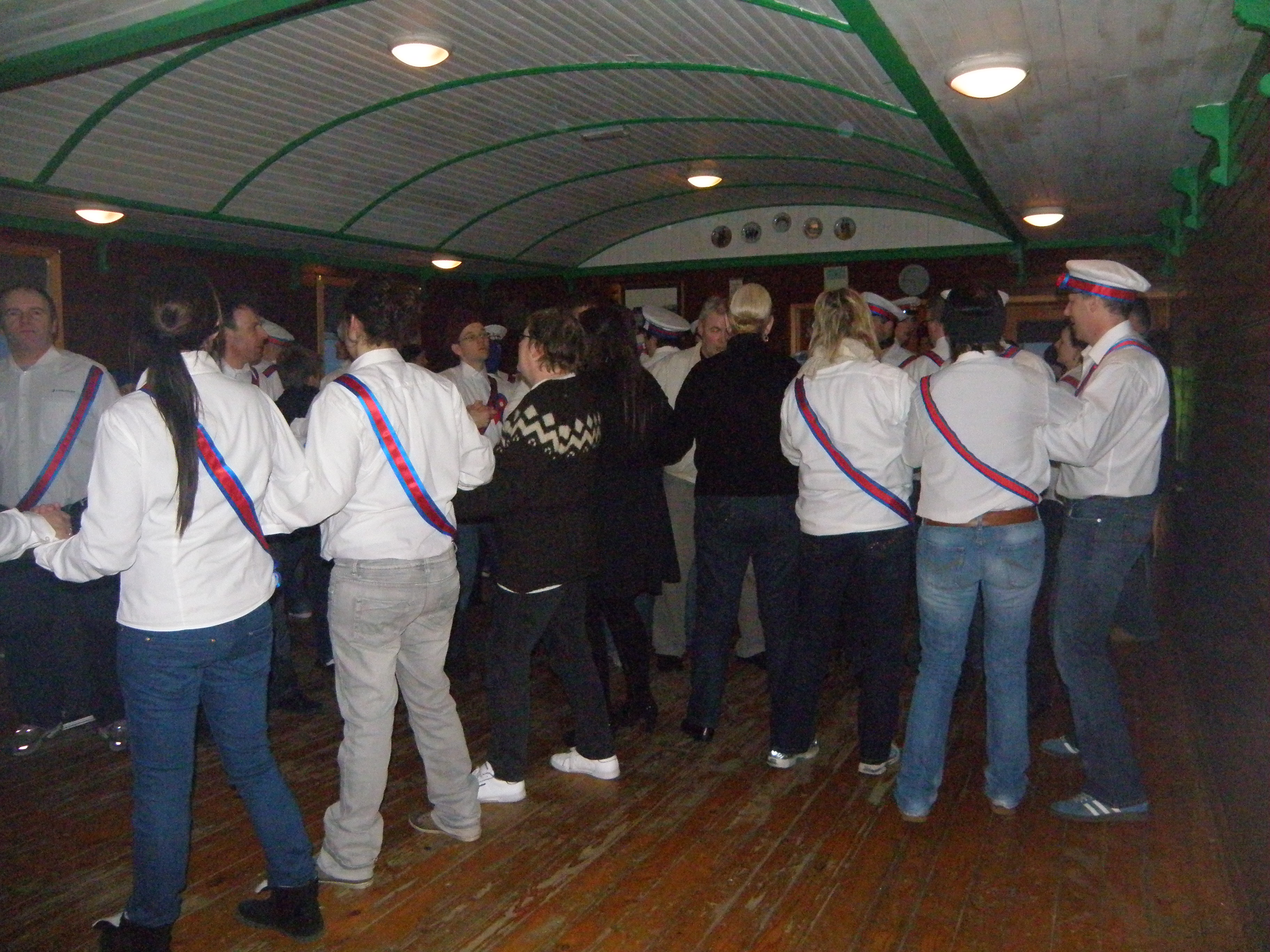
链舞
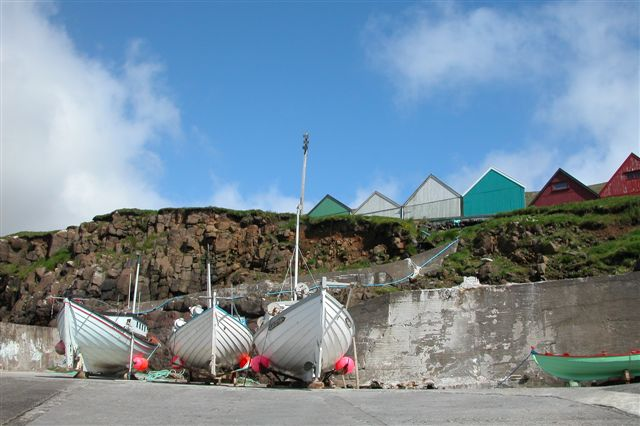
松巴港口
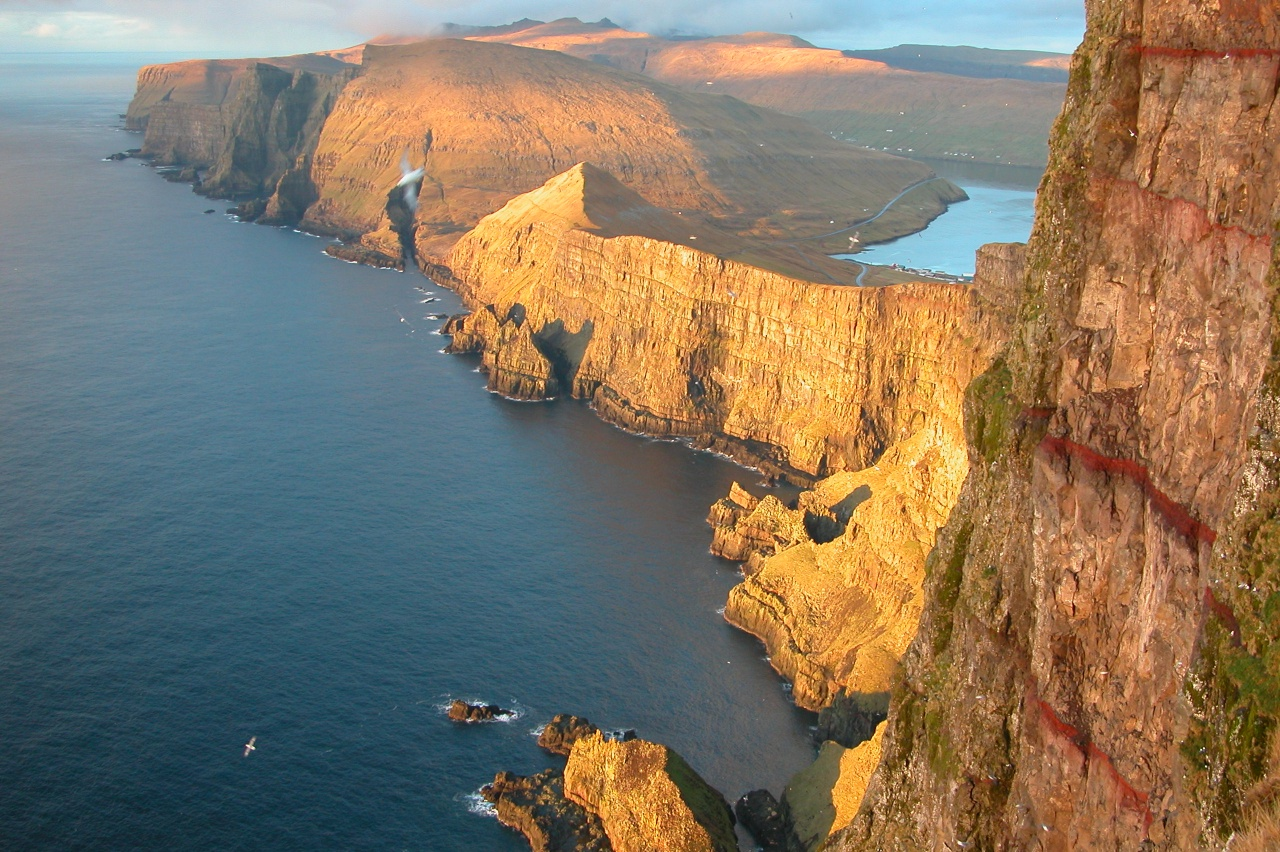
松巴北边的西部海岸
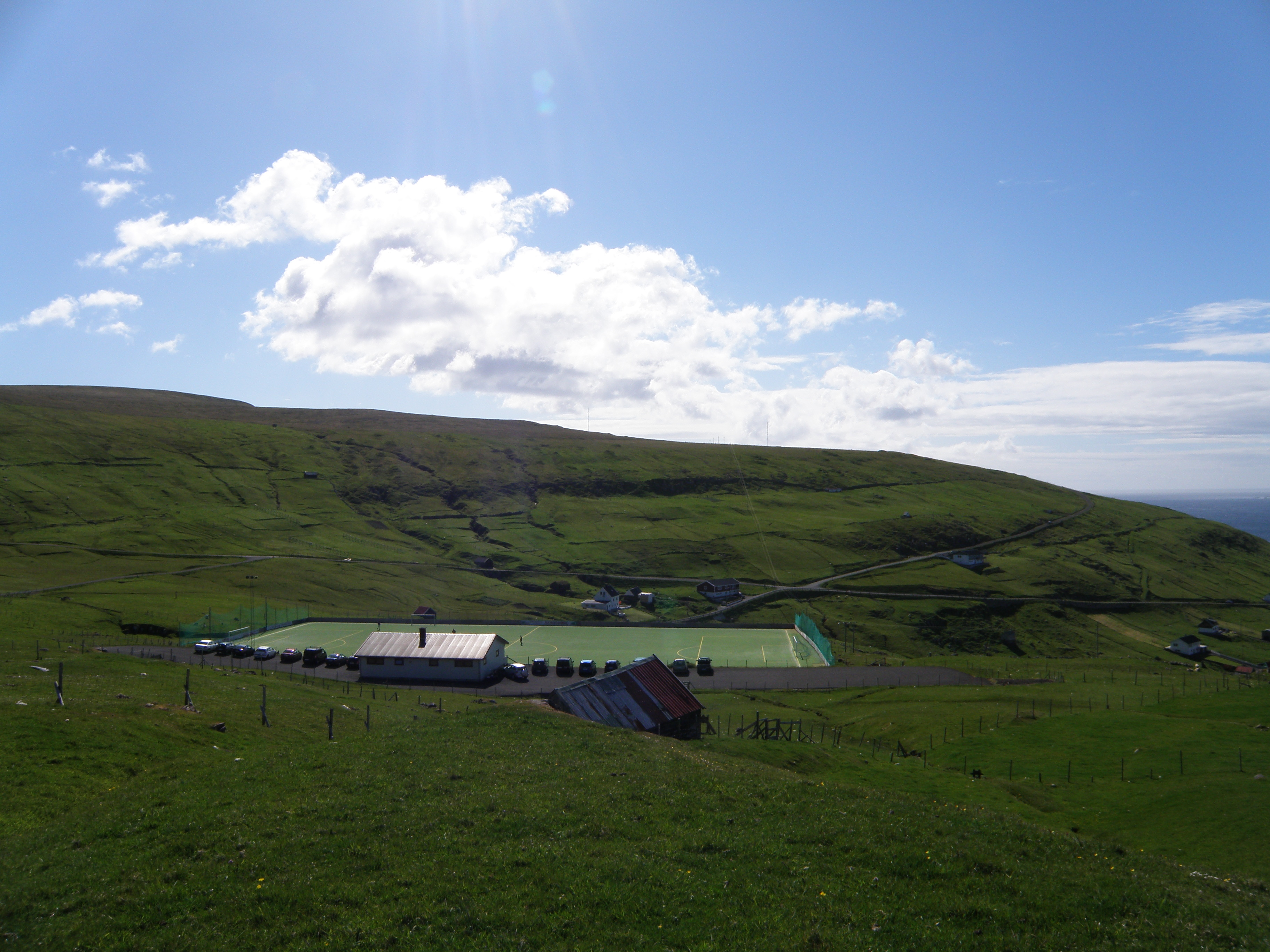
足球场
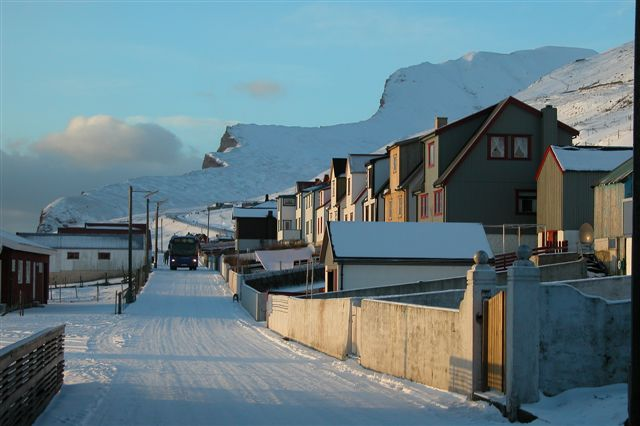
松巴冬景
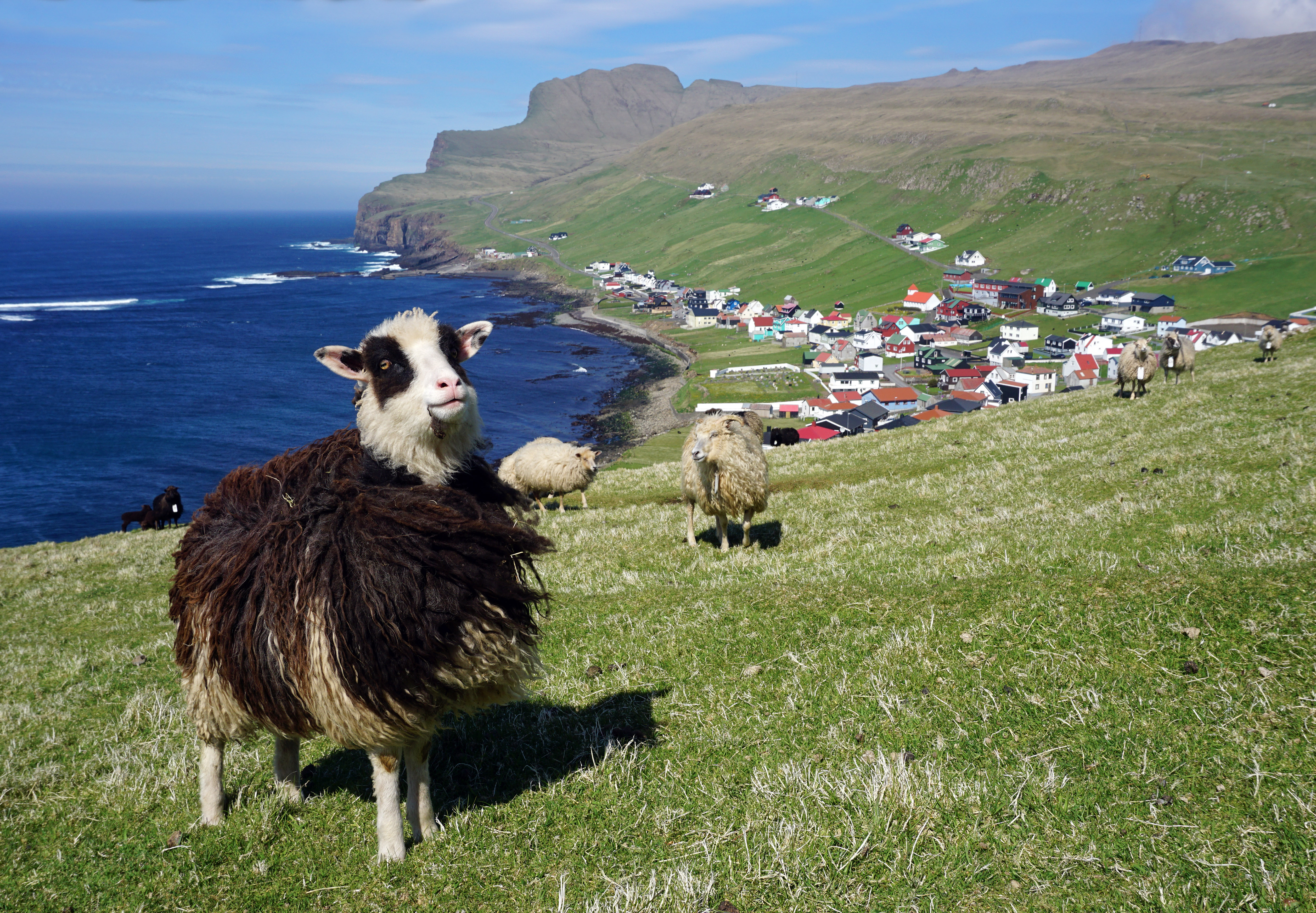
法罗羊，背景为松巴村